# Seka Aleksić
Svetlana Aleksić, detta Seka (Zvornik, 23 aprile 1981), è una cantante serba.

## Discografia
- 2002 - Idealno tvoja
- 2003 - Balkan
- 2005 - Dođi i uzmi me
- 2007 - Kraljica
- 2009 - Slučajni partneri
- 2012 - Lom
- 2015 - Lek za spavanje
- 2017 - Koma